# Грант
Грант је износ материјалних (финансијских) средстава које појединац или организација (донатор) додељује кориснику ради реализације пројекта. О томе међу њима постоји сагласност у погледу активности, резултата, сврхе и општег циља. Ова материјална средства додељују се под условом да се наменски користе.